# Vapnö landskommun
Vapnö landskommun var en tidigare kommun i Hallands län.

## Administrativ historik
När 1862 års kommunalförordningar började gälla inrättades över hela landet cirka 2 400 landskommuner, de flesta bestående av en socken. Därutöver fanns 89 städer och 8 köpingar, som då blev egna kommuner. Denna kommun bildades då i Vapnö socken i Halmstads härad i Halland.
Landskommunen upphörde vid kommunreformen 1952, då den gick upp i Söndrums landskommun. Sedan 1974 tillhör området Halmstads kommun